# Đuôi cụt sọc Malaya
Đuôi cụt sọc Malaya, tên khoa học Hydrornis irena, là một loài chim thuộc họ Đuôi cụt. Loài này sinh sống ở Thái Lan, bán đảo Mã Lai, Sumatra. Đuôi cụt sọc Malaya được tách ra từ loài Pitta guajana theo Rheindt & Eaton (2010)

## Mô tả
Loài chim nhiều màu sắc này có đầu màu đen với vệt màu vàng / cam phía trên mắt, gáy màu đỏ cam, cổ họng màu vàng chanh, ngực có màu cam và xanh đậm (nhiều màu cam hơn ở hai bên và nhiều màu xanh hơn ở giữa) và một cái bụng màu xanh, lưng màu nâu và đuôi màu xanh. 

## Bị đe dọa
Loài này bị đe dọa do mất môi trường sống và buôn bán động vật trái phép trên Borneo và Sumatra. 
1. ↑  BirdLife International (2016). "Hydrornis irena". Sách đỏ IUCN về các loài bị đe dọa. Quyển 2016. tr. e.T22736523A95136749. doi:10.2305/IUCN.UK.2016-3.RLTS.T22736523A95136749.en. Truy cập ngày 19 tháng 11 năm 2021.